# Bankipur (Bengala)
Bankipur  (Anche noto come Banquibazar) è un villaggio situato sul fiume Hugli nella regione del Bengala. È soprattutto noto per essere stato il principale insediamento della Compagnia di Ostenda e dell'Impero Austriaco in India.

Pianta del possedimento austriaco a Banquibazar.

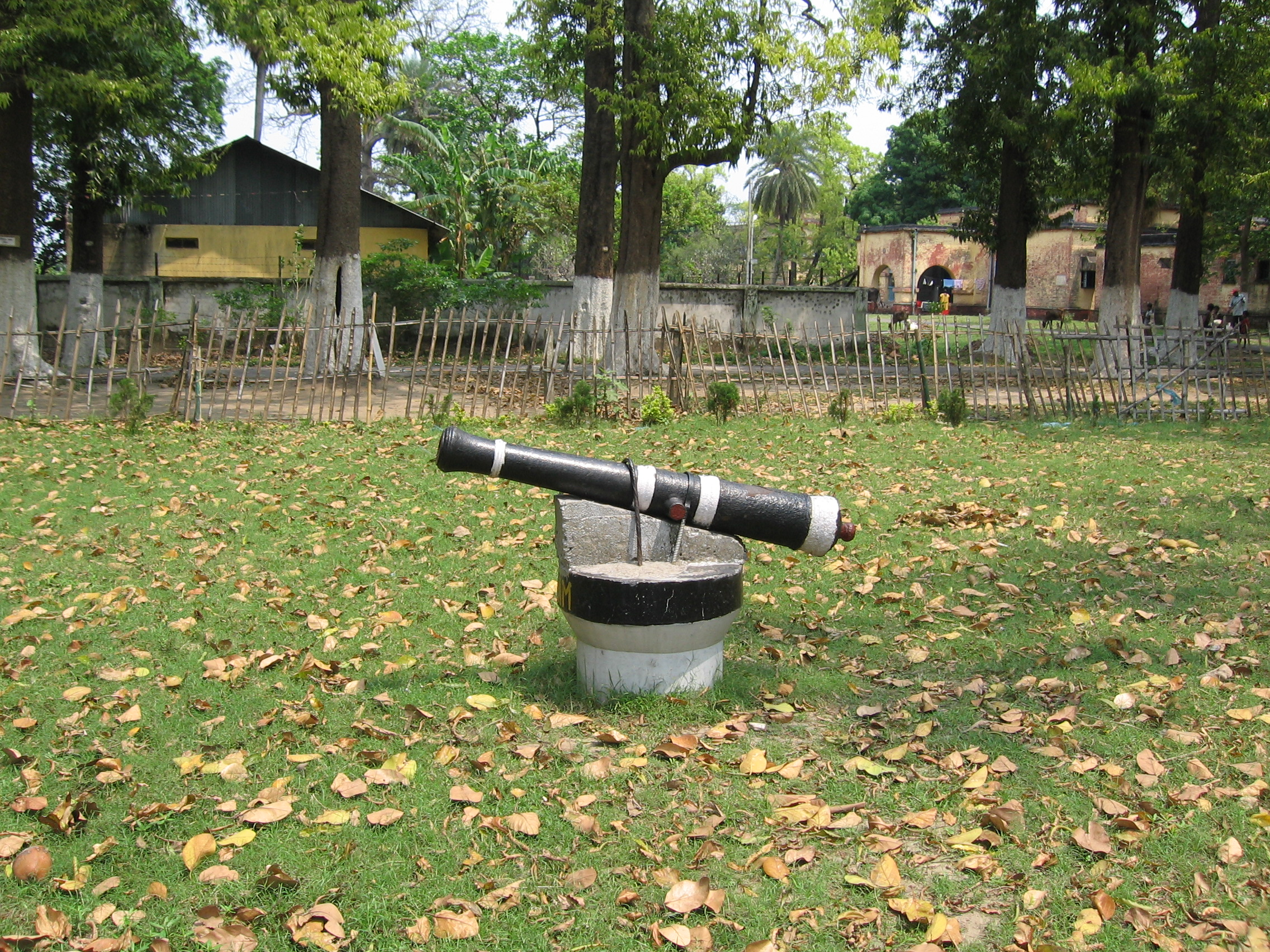
Cannone della guarnigione della Compagnia di Ostenda a Banquibazar, unico segno rimasto della colonizzazione austriaca del Bengala.

Attualmente rappresenta un sobborgo di Barrackpore.

## Storia

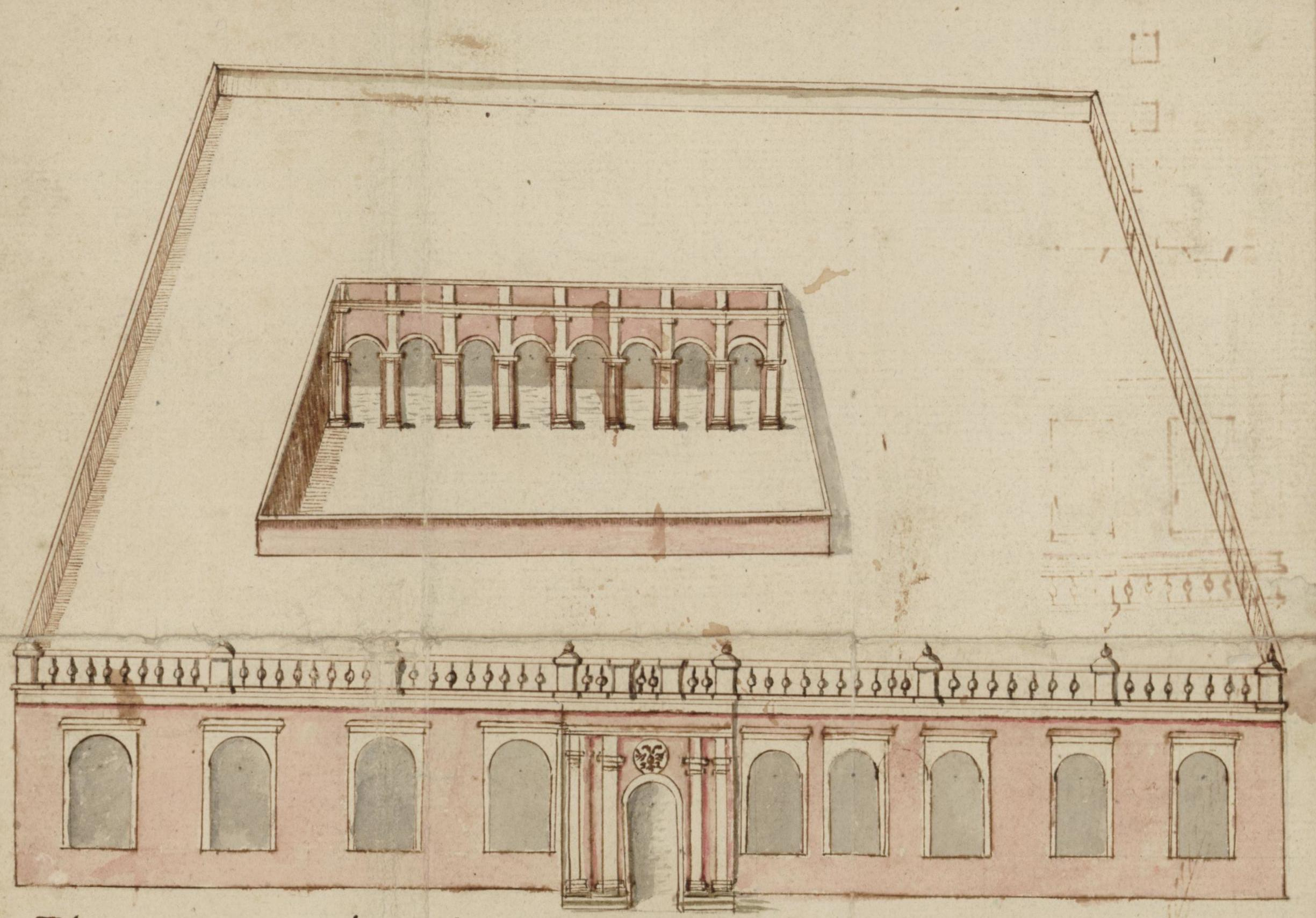
Palazzo del governatore di Banquibazar durante gli anni venti del '700.

La Compagnia di Ostenda, formatasi tra il 1722 e il 1723 in seguito alla nascita dei Paesi Bassi austriaci, iniziò ad inviare navi alla volta della Cina e delle Indie orientali. Possedeva due insediamenti in India: il primo, Cabelon, sulla Costa del Coromandel, e il secondo, Bankipur, noto come Banquibazar, nel Bengala. Quest'ultimo ha rappresentato il più importante tentativo del Colonialismo austriaco di colonizzare il subcontinente indiano. L'insediamento austriaco si trovava tra la Calcutta britannica e la Chinsurah olandese.
Nel luglio del 1727 la bandiera austriaca fu piantata a Banquibazar. Il sito acquisito sulla riva sinistra dell'Hughli, di fronte alla postazione danese, era fertile, sufficientemente elevato e spazioso (400 ettari, otto dei quali di proprietà privata). Comprendeva i villaggi di Banquibazar e Hydsiapur, che potevano fornire manodopera sufficiente per la produzione tessile proposta. A questo scopo venne costruito un complesso industriale in pietra.
Siccome gli inglesi e gli olandesi disdegnavano un'eventuale espansione austriaca, nel 1727, per ottenere la garanzia europea della Prammatica Sanzione, la corte di Vienna deliberò di sacrificare la Compagnia e di sospenderne lo statuto. Andò bancarotta nel 1784 e cessò di esistere nel 1793. Ma nel frattempo nel 1733 gli anglo-olandesi convinsero il generale Moghul di Hughli ad attaccare Banquibazar. La guarnigione austriaca di soli quattordici soldati fuggì e salpò per l'Europa. Così gli interessi coloniali austriaci in India cessarono.